# 牛毛蘚
牛毛蘚（学名：Ditrichum heteromallum）为牛毛蘚科牛毛藓属下的一个种。